# Лют
Лют Свенельдич (пом. 975) — син шведського воєводи на руській службі Свенельда, брат Містиші. Учасник походів Святослава, де неодноразово відзначався. Убитий під час полювання древлянським князем Олегом Святославовичем.

## Перша міжусобиця на Русі

### Літописні дані
Початок найпершої на Русі усобиці було покладено в 975 році і саме на полюванні. От як передає літопис цей початковий епізод усобиці: «Ловъ дѣющє Лютъ, исшєдъ бо ис Кыѥва, гна по звѣри въ лѣсѣ. И оузрє ѥго Ольгъ и рєчє: „Къто сє ѥсть?“ И рєша (тобто сказали) ѥмоу: „Свєнєльдичь“. И заѣхавъ оуби ѥго — бѣ бо ловы дѣѩ Ольгъ. И о томъ бысть мєжю ими нєнависть — ІАрополкоу на Ольга».

### Розв'язання проблеми
Невідомо, чи було випадковістю вбивство Люта, сина Свенельда, і чи можна розглядати цей епізод як найпершу ланку в ланцюзі подальшої міжусобиці. Дослідники, звертаючись до епізоду на полюванні, не завжди простежують такий зв'язок, а польський історик XV століття Ян Длугош, що ґрунтовно опрацював сучасні йому руські літописи, взагалі не згадав про нього, але виходячи з доступних йому матеріалів упевнено стверджував, що розбрат між Святославичами відбувся через прагнення одних князів розширити свої володіння за рахунок інших. Одна версія абсолютно не суперечить іншій.
Вбивство Люта дійсно дало Ярополку Київському зручний привід для нападу через два роки (977 рік) на брата з метою захоплення його земель. Олег Святославич у ході цієї війни загинув жалюгідною смертю: рятуючись від наступаючого Ярополка, він впав з мосту під час паніки перед замкнутими воротами міста Вручий і був роздавлений в рові людьми, що впали зверху, і кіньми.
Багато літописів, ґрунтуючись на «Повісті врем'яних літ», передають, що Ярополк Святославич, ридаючи над братом, витягнутим з-під гори трупів, дорікає Свенельду: «Подивись, ти цього хотів!» Свенельд згідно з літописом мріяв помститися за сина і постійно підмовляв князя: «Піди на брата свого. Прийми волость його!»
Проте, Звід Літописця Переяславля-Суздальського (закінчений на початку ХІІІ століття) відповідний епізод висловлює трохи інакше — князь, що плаче, вигукує: «Вѣдѣ же сє самъ ѩзъ съвадилъ ихъ о ловищахъ звѣриныхъ и того хотѣлъ!» Це вже значно міняє справу, оскільки дозволяє припускати, що в основі трагічного зіткнення Олега і Люта була їх суперечка про мисливські угіддя, і що саме воно відбулося не без участі київського князя.
Про які ж мисливські угіддя («ловищахъ звѣриныхъ») йде мова? Подія ця відбулася в Деревлянській землі, тому неважко зрозуміти, що малися на увазі ті самі місця, де мисливці здобували велику кількість шкурок, що йшли і на сплату данини. Свого часу за раптову жадібність на полюдді деревляни убили там Ігоря Старого, який був дідом Олега і Ярополка. Примітно, що саме даниною з деревлян Русь при Ігорі Старому платила за службу найманій дружині згаданого Свенельда. Той і сам збирав там данину, володіючи, таким чином, якимись правами на вказану місцевість. Можна обґрунтовано припускати, що він розраховував передати їх в спадок своєму синові.
Проте історія розпорядилася по-іншому: в час правління вдови Ігоря Ольги права ці, схоже, були відняті на користь великокнязівської влади в той самий період, коли, жорстоко покаравши і привівши до покірності вбивць чоловіка, «идє (В)Ольга до Деревьстєй зємли съ сыномъ своимъ и съ дроужиною, уставлѧющє оуставы и оурокы — сѫть становища ѣє и ловища».
Вилучення деревлянської території з-під влади Свенельда не зменшило впливу скандинава на державні справи, в яких він продовжував відігравати помітну роль і при синові Ігоря Святославові. Договір Русі з візантійським імператором Іоанном Цимісхієм був, наприклад, підписаний одночасно від імені князя і воєвод: «при Святославові і при Свенельді». Незадовго до останнього свого походу Святослав розсадив синів по різним землям: Ярополка — в Києві, Олега — в Деревлянській землі, а Володимира — в Новгороді. Святослав Ігоревич загинув на порогах, а Свенельд вдало вислизнув од печенігів і добрався до Києва. І, поза сумнівом, став здійснювати великий вплив на юнака-князя.
Така історична підоснова події, що відбулася на деревлянському ловищі. Швидше за все, син Свенельда Лют заїхав у деревлянські мисливські угіддя, мабуть, претендуючи на цю землю. Б. О. Рибаков пише, що вчинок Олега «був першим відкритим виступом проти найзнатнішої і сильнішої частини київських варягів».
На честь князя засновано село Лютіж.